# Sporting Club d'Alexandrie
Le Sporting Club d'Alexandrie est un club omnisports égyptien basé à Alexandrie. Fondé en 1890, il s’agit d’un des plus anciens clubs d’Afrique. Il est particulièrement connu pour ses sections de basket-ball et de handball.

## Palmarès

### Section debasket-ball
- Championnat d'Égypte de basket-ball (2)
  - Vainqueur : 2013, 2015.

- Coupe d'Égypte de basket-ball (3)
  - Vainqueur : 2013, 2014, 2015.

### Section féminine debasket-ball
- Coupe d'Afrique féminine des clubs champions / Ligue africaine féminine (2)
  - Vainqueur : 2022 et 2023.

### Section dehandball
- Ligue des champions d’Afrique
  - Finaliste en 2019
  - 3e place en 2015
- Coupe d'Afrique des vainqueurs de coupe
  - Finaliste en 2023

### Section féminine dehandball
- Coupe d'Afrique des vainqueurs de coupe
  - 3e place en 1985
- Coupe d'Égypte
  - Vainqueur en 2022[1]